# Loi portant mesures urgentes de réformes à caractère économique et financier
Lire en ligne

sur Légifrance

La loi française du 11 décembre 2001 portant mesures urgentes de réformes à caractère économique et financier a pour objectif d'améliorer les relations entre les banques et leur clientèle. Ses dispositions ont été progressivement mises en place dans l'année suivant sa publication.

## Compte Bancaire
Désormais, pour tout compte bancaire, un contrat écrit (convention de compte) devra être passé entre le client et l'établissement de crédit. Cette convention de compte doit permettre au client de connaître précisément les différents tarifs liés à la gestion du compte et des services souscrits (assurances, cartes, ... etc). 
Toute modification de tarif des produits et services prévus par la convention doit être communiquée par écrit au client trois mois avant la date d'application envisagée. Ce délai a été réduit à deux mois depuis la transposition et l'entrée en vigueur de la Directive relative aux services de Paiement en novembre 2009; cette directive s'applique aux conditions tarifaires applicables au 1er janvier 2011. L'absence de contestation par le client dans un délai de deux mois après cette communication vaut acceptation du nouveau tarif. Le client qui conteste cette modification ne pourra subir aucuns frais du fait de la clôture ou du transfert du compte concerné.

## Offre groupée
Elle est interdite sauf si les produits et services associés à cette offre groupée peuvent être achetés séparément ou lorsqu'ils sont indissociables.

## Crédits à la consommation
Toutes les cartes associées à une ligne de crédit, qu'elles soient de retrait, de paiement (rattachée au réseau CB ou non) devront porter la mention "carte de crédit".

## Chèques sans provision
Les chèques sans provision seront moins pénalisés.

### Obligation d'information préalable
Le banquier devra, avant de rejeter un chèque pour défaut de provision, avertir son client « par tout moyen approprié » (courrier postal, téléphone, courriel, etc.) de la situation, des conséquences liées aux rejets de chèques sans provision (interdiction d'émettre des chèques, frais perçus par la banque, …) et l'inviter à régulariser au plus vite. Même s'il n'y a pas de délai minimum obligatoire à accorder au client, celui-ci doit toutefois avoir au moins la possibilité de réapprovisionner immédiatement le compte pour éviter le rejet du chèque. Généralement, les banques accordent un délai de 1 à 4 jours ouvrables (variable selon les banques).

### Pénalités libératoires
Avant le 1er juillet 2010, la loi MURCEF prévoyait que les pénalités libératoires sont calculées par tranche de 150 € non provisionnée du chèque. La pénalité libératoire était réduite si la tranche non provisionnée du chèque était inférieure à 50 €.
La loi du 1er juillet 2010 a supprimé les pénalités libératoires.

### Frais bancaires occasionnés
Le montant maximum que peut percevoir une banque pour un rejet de chèque de moins de 50 € est fixé par décret. Ce montant englobe tous les frais liés au traitement d'un chèque sans provision (notamment : frais de rejet, frais de lettre d'injonction et frais de régularisation par provision affectée).

## Médiateurs
Tous les établissements de crédit devront désigner un médiateur. Celui-ci sera chargé, de manière impartiale, de recommander des solutions aux litiges les plus difficiles.

## Professions libérales
Un assouplissement est octroyé aux Sociétés d'Exercice Libéral (SEL) (article 32). Suivant les professions libérales, en l'absence de publication de décrets contraires, plus de la moitié du capital des SEL et SPFPL peut être détenu par une personne morale ou physique n'exerçant pas la profession dans la société.
« Art. 5-1. - Par dérogation au premier alinéa de l'article 5, plus de la moitié du capital social des sociétés d'exercice libéral peut aussi être détenue par des personnes physiques ou morales exerçant la profession constituant l'objet social ou par des sociétés de participations financières de professions libérales régies par le titre IV de la présente loi. »